# Vysoká škola DTI
Vysoká škola DTI je soukromá vysoká škola, která působí na základě usnesení vlády SR č. 200 ze dne 1. března 2006. Poskytuje vysokoškolské vzdělání v bakalářských a magisterských studijních programech formou denního a externího studia a má certifikát ISO 9001.
Původní název školy byl Dubnický technologický institut, který se od září 2016 změnil na současný z důvodu rozšíření vzdělávání o další studijní obory. V letech 2010-2014 byl na škole realizován projekt Virtuální vysoká škola.
V externí formě studia vyučování probíhá v pátek, sobotu a neděli a pro relativní blízkost asi 20 procent studentů dojíždí z Moravy.

## Studijní programy
- Bakalářské studijní programy - "Bc.": 3 roky (6 semestry).
  - Učitelství praktické přípravy (studijní odbor 1.1.2 učitelství profesních předmětů a praktické přípravy)
  - Učitelství praktické přípravy v ekonomických předmětech (studijní odbor 1.1.2 učitelství profesních předmětů a praktické přípravy),
  - Elektronika dopravních prostředků (studijní odbor 5.2.13 elektronika),
  - Management (studijní odbor 3.3.15 management);
- Magisterské v studijním odbory 1.1.2 učitelství profesních předmětů a praktické přípravy "Mgr.": 2 roky (4 semestry).
  - Učitelství technických předmětů
  - Učitelství ekonomických předmětů
  - Managament
- Rigorózní obory 7.6.05 učitelství pedagogický věd: 1 roky (2 semestry).
  - Učitelství a pedagogické vědy "PaedDr." doktor pedagogiky,
  - Ekonomika a managament "PhDr." doktor filozofie,
- Doktorandský studijní obor "PhD.": 3 - 4 roky (8 - 10 semestry).
  - Didaktika technických profesních předmětů (1.1.10 Oborová didaktika),
- Habilitační a inaugurační řízení: (doc.) či (prof.) jmenování docentů a profesorů.
- Udílení čestného doktorátu (Dr. h. c.) Doktor honoris causa.

## Organizační struktura
- Katedra školské didaktiky
  - doc. PhDr. Ladislav Zapletal, CSc. – vedoucí
  - doc. PaedDr. Dáša Porubčanová, PhD. – zástupkyně
- Katedra školské pedagogiky a psychologie
  - doc. PeadDr. Zuzana Geršicová, PhD. – vedoucí
- Katedra managementu a ekonomie
  - doc. PhDr. Miroslav Škoda, PhD. – vedoucí
  - PaedDr. Ing. Kateřina Bočková, Ph.D., MBA – zástupkyně
- Katedra didaktiky odborných předmětů
  - prof. PaedDr. Ing. Roman Hrmo, PhD., MBA, ING-PAED IGIP. – vedoucí